# Vincent Floissac
Sir Vincent Floissac (1928 - 25 de setembro de 2010) foi um jurista e político de Santa Lúcia. Ele foi denominado Revmo. Exmo. Sir Vincent Floissac em virtude da sua adesão ao Conselho Privado do Reino Unido.
Floissac foi o primeiro presidente do Senado de Santa Lúcia em 1979 e serviu como governador-geral do país de 30 de abril de 1987 até 10 de outubro de 1988.